# 羅伯托·英諾桑提
羅伯托·英諾桑提（義大利語：Roberto Innocenti，1940年2月16日—）是義大利插畫家、繪本作家，繪有《鐵絲網上的小花》等繪本作品。2008年獲國際安徒生文學獎。

## 生平
英諾桑提出生於鄰近佛羅倫薩的小鎮巴尼奧阿里波利，13歲就開始在鋼鐵鑄造廠做工以維持家計，18歲至羅馬從事動畫電影工作。後來他返回佛羅倫薩，從事設計圖書、繪製海報的工作。在43歲時正式成為插畫家。
1985年的繪本《鐵絲網上的小花》是英諾桑提的代表性作品之一，這本書以第二次世界大戰時期的猶太人大屠殺為主題。

## 部分繪本作品
- 1985年，《鐵絲網上的小花》
- 1988年，《木偶奇遇記》
- 1991年，《小氣財神》
- 1996年，《胡桃夹子》
- 2003年，《大衛之星》

## 外部連結
- 官方网站（意大利文）